# رافین (کارولینای شمالی)
رافین (به انگلیسی: Ruffin) شهری در ایالت کارولینای شمالی کشور ایالات متحده آمریکا است که جمعیت آن در سرشماری سال ۲۰۱۰ میلادی، ۳۶۸ نفر بوده‌است.